# Hope & Gloria
Hope & Gloria è una serie televisiva statunitense in 35 episodi trasmessi per la prima volta nel corso di due stagioni dal 1995 al 1996. In Italia è conosciuta anche con il titolo di Una ragazza americana DOC.

## Trama
La sitcom è incentrata sulle vicende di Hope Davidson, produttrice di un talk-show, e Gloria Utz, parrucchiera che lavora nel network della trasmissione, due vicine di casa di Pittsburgh.

## Personaggi e interpreti
- Hope Davidson (stagioni 1-2), interpretata da Cynthia Stevenson.
- Gloria Utz (stagioni 1-2), interpretata da Jessica Lundy.
- Louis Utz (stagioni 1-2), interpretato da Enrico Colantoni.
- Dennis Dupree (stagioni 1-2), interpretato da Alan Thicke.
- Steve (stagione 2), interpretato da Steve Nevil.
- Jeffrey (stagione 2), interpretato da Larry Poindexter.
- dottor Glassman (stagione 1), interpretato da Beau Gravitte.
- Ed (stagioni 1-2), interpretato da Tim Bagley.
- Artie (stagioni 1-2), interpretato da William Thomas Jr..
- Isaac (stagione 1), interpretato da Eric Allan Kramer.
- Gwillem (stagione 1), interpretato da Taylor Negron.
- Roma (stagione 1), interpretata da Dee Dee Rescher.
- Sabine (stagione 1), interpretata da Rachel Sweet.

## Produzione
La serie, ideata da Cheri Steinkellner, fu prodotta da Warner Bros. Television Le musiche furono composte da Craig Safan.

### Registi
Tra i registi della serie sono accreditati:
- Alan Rafkin (10 episodi, 1995-1996)
- Michael Lembeck (8 episodi, 1995-1996)
- Steve Zuckerman (4 episodi, 1995)
- Peter Baldwin (3 episodi, 1995)
- Peter Bonerz (3 episodi, 1995)
- Shelley Jensen (2 episodi, 1995)
- Pamela Fryman (2 episodi, 1996)

## Distribuzione
La serie fu trasmessa negli Stati Uniti dal 1995 al 1996 sulla rete televisiva NBC. In Italia è stata trasmessa su RaiUno con il titolo Hope & Gloria.
Alcune delle uscite internazionali sono state:
- negli Stati Uniti il 9 marzo 1995 (Hope & Gloria)
- in Germania il 4 giugno 1999 (Silver Girls)
- in Italia (Hope & Gloria o Una ragazza americana DOC)

## Episodi
| Stagione         | Episodi | Prima TV USA |
| ---------------- | ------- | ------------ |
| Prima stagione   | 13      | 1995         |
| Seconda stagione | 22      | 1995-1996    |